# Antônio Carlos Valença
Antônio Carlos Valença Pereira foi um consultor organizacional brasileiro (Faleceu no dia 23 de outubro de 2017 aos 71 anos de idade). Recebeu seu título de mestre em Administração pela Universidade Federal da Bahia (1985) e o doutorado em Comportamento Organizacional pela Case Western Reserve University (1990). Deu formação em teoria da intervenção e teoria da ação a dezenas de consultores brasileiros. Compilou e desenvolveu Mediação- Método de Investigação Apreciativa da ação-na-ação (2007, 2009). Nestas duas obras trata todos os princípios, método, técnicas e as formas de atuação reflexiva da ação-na-ação. Iniciou sua vida profissional como professor em 1970 (Cecosne/UFPE e Sudene) e como consultor de organizações em 1977.

## Publicações
- MEDIAÇÃO: Caderno de Campo. Edições Bagaço, 2009
- MEDIAÇÃO: método da investigação apreciativa da ação-na-ação – teoria e prática de consultoria reflexiva. Edições Bagaço, 2007.
- Método Symlog e Aprendizagem Organizacional. QualityMark, 2005.
- Cinema em Pernambuco e no Brasil. Edições Bagaço, 2002.
- Utilização de Consultoria na Região Metropolitana do Recife. Edições Bagaço, 1999.
- Pensamento Sistêmico - 25 Aplicações Práticas. Edições Bagaço, 1999.
- Uma Experiência em Aprendizagem Organizacional – 10 Anos de Comunidade de Prática. Edições Bagaço, 1999.
- Brubaker. Edições Bagaço, 1999.
- Setor de varejo em Pernambuco. Edições Bagaço, 1997.
- Setor de propaganda em Pernambuco. Edições Bagaço, 1997.
- Greve dos policiais militares. Edições Bagaço, 1997.
- Praia de Pipa - Uma Próxima Vítima?. Edições Bagaço, 1996.
- Eficácia Profissional. QualityMark, 1996.
- Consultores em ação – uma Pesquisa sobre Aprendizagem Organizacional. Edições Bagaço, 1995.